# Heinz Josef Angerlehner

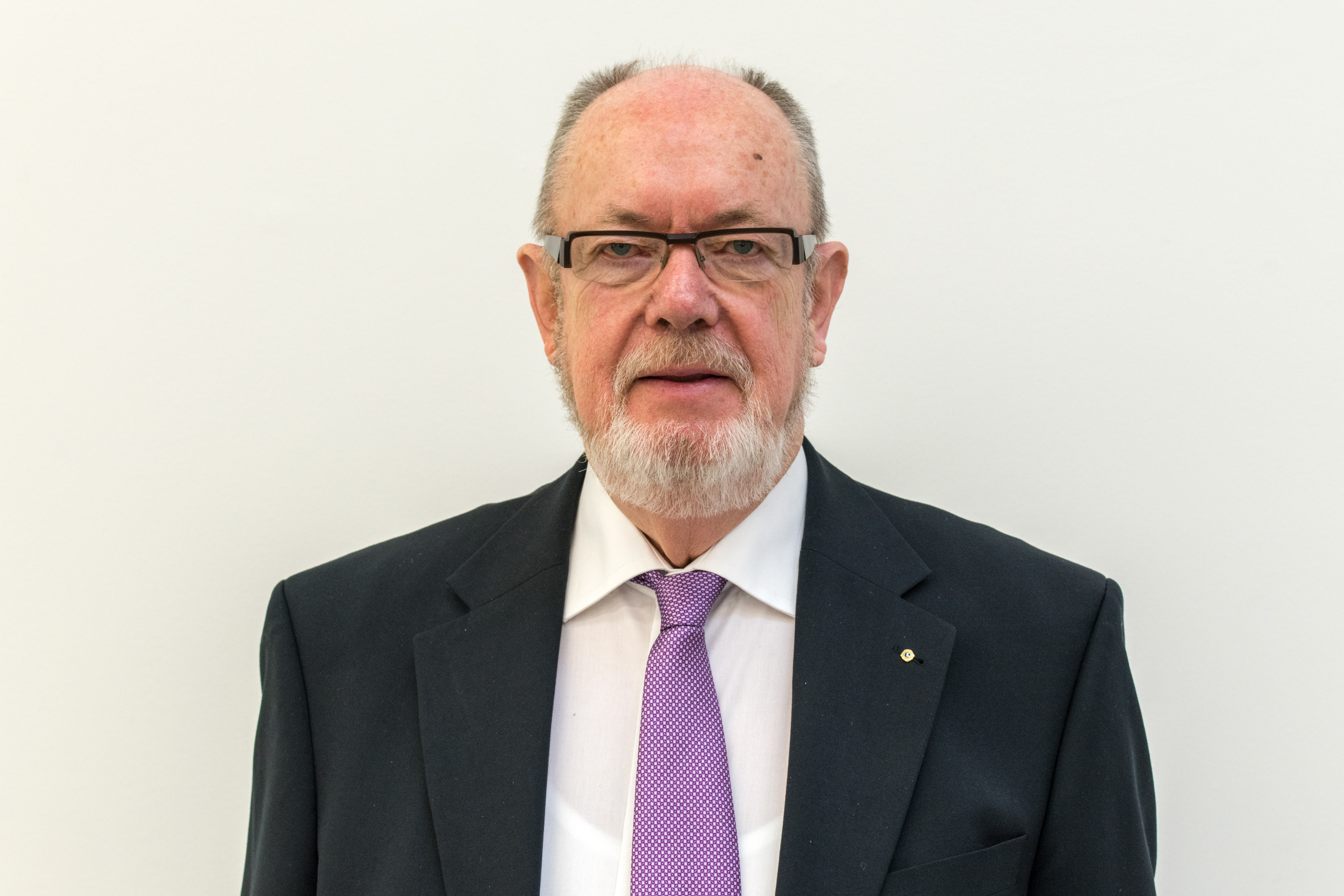
Heinz Josef Angerlehner (2019)

Heinz Josef Angerlehner (* 1943 in Wels) ist ein österreichischer Industrieller, Kunstsammler und Gründer des Museum Angerlehner.

## Leben und Wirken
Nach mehreren Jahren als leitender Angestellter in verschiedenen Maschinenbau- und Industriefirmen gründete er 1980 die Ferro-Montagetechnik (FMT), die er bis 2007 leitete und seither Vorsitzender des Aufsichtsrates ist. Ab 1995 war er Ausschussmitglied im Fachverband der Maschinen- und Metallwarenindustrie.
1997 begründete er die Heinz J. Angerlehner Privatstiftung, deren er als Vorsitzender des Stiftungsbeirates er als Stifter ist. Angerlehner erwarb schließlich die Firmenliegenschaft und legte 2009 mit der Gründung der Angerlehner Museums- und Immobilien GmbH in Thalheim die Grundlage für die Planung und Errichtung seines privaten Kunstmuseums für zeitgenössische Kunst.
Über Jahrzehnte baute Angerlehner eine Kunstsammlung auf, in der abstrakte und figurative Malerei, Zeichnungen, Fotografien und Skulpturen zeitgenössischer überwiegend österreichischer Künstler von Anzinger bis Zitko vertreten sind. Das Museum Angerlehner wurde am 14. September 2013 eröffnet.

## Auszeichnungen
- Ernennung zum Kommerzialrat (1995)
- Goldenes Verdienstzeichen des Landes Oberösterreich und Silbernes Ehrenzeichen des Landes Oberösterreich
- Großes Goldenes Ehrenzeichen für Verdienste um die Republik Österreich (2000)[3]
- Verdienstmedaille der Stadt Wels in Gold (2010)
- Wirtschaftsmedaille in Gold der Wirtschaftskammer Oberösterreich (2010)
- Kulturmedaille des Landes Oberösterreich (2013)